# Raised on Radio
| Recensione                        | Giudizio   |
| --------------------------------- | ---------- |
| AllMusic                          | [ 3 ]      |
| The New Rolling Stone Album Guide | [ 4 ]      |
| Sputnikmusic                      | 3.2 (Good) |
| Dizionario del Pop-Rock           | [ 6 ]      |

Raised on Radio è il decimo album della band Journey, pubblicato nel maggio del 1986 dalla Columbia Records.

## Tracce
Lato A
1. Girl Can't Help It – 3:50 (Steve Perry, Jonathan Cain, Neal Schon)
2. Positive Touch – 4:17 (Steve Perry, Jonathan Cain, Neal Schon)
3. Suzanne – 3:51 (Steve Perry, Jonathan Cain)
4. Be Good to Yourself – 3:51 (Steve Perry, Jonathan Cain, Neal Schon)
5. Once You Love Somebody – 4:40 (Steve Perry, Jonathan Cain, Neal Schon)
6. Happy to Give – 3:48 (Steve Perry, Jonathan Cain)

Lato B
1. Raised on Radio – 3:48 (Steve Perry, Jonathan Cain, Neal Schon)
2. I'll Be Alright Without You – 4:50 (Steve Perry, Jonathan Cain, Neal Schon)
3. It Could Have Been You – 3:36 (Steve Perry, Jonathan Cain, Neal Schon)
4. The Eyes of a Woman – 4:35 (Steve Perry, Jonathan Cain, Neal Schon)
5. Why Can't This Night Go on Forever – 3:41 (Steve Perry, Jonathan Cain)

Edizione CD del 2006, pubblicato dalla Columbia/Legacy Records (82876 85894 2)
1. Girl Can't Help It – 3:50 (Steve Perry, Jonathan Cain, Neal Schon)
2. Positive Touch – 4:17 (Steve Perry, Jonathan Cain, Neal Schon)
3. Suzanne – 3:51 (Steve Perry, Jonathan Cain)
4. Be Good to Yourself – 3:51 (Steve Perry, Jonathan Cain, Neal Schon)
5. Once You Love Somebody – 4:40 (Steve Perry, Jonathan Cain, Neal Schon)
6. Happy to Give – 3:48 (Steve Perry, Jonathan Cain)
7. Raised on Radio – 3:48 (Steve Perry, Jonathan Cain, Neal Schon)
8. I'll Be Alright Without You – 4:50 (Steve Perry, Jonathan Cain, Neal Schon)
9. It Could Have Been You – 3:36 (Steve Perry, Jonathan Cain, Neal Schon)
10. The Eyes of a Woman – 4:35 (Steve Perry, Jonathan Cain, Neal Schon)
11. Why Can't This Night Go on Forever – 3:41 (Steve Perry, Jonathan Cain)
12. Girl Can't Help It – 4:17 (Jonathan Cain, Neal Schon, Steve Perry) – Bonus Track - Live Video Mix
13. I'll Be Alright Without You – 4:57 (Jonathan Cain, Neal Schon, Steve Perry) – Bonus Track - Live Video Mix

## Musicisti
Girl Can't Help It
- Steve Perry - voce solista, accompagnamento vocale-coro
- Neal Schon - chitarra, accompagnamento vocale-coro
- Jonathan Cain - tastiere, accompagnamento vocale-coro
- Randy Jackson - basso
- Larrie Londin - batteria

Positive Touch
- Steve Perry - voce solista, accompagnamento vocale-coro
- Neal Schon - chitarra, accompagnamento vocale-coro
- Jonathan Cain - tastiere, accompagnamento vocale-coro
- Dan Hull - sassofono
- Bob Glaub - basso
- Steve Smith - batteria
- Randy Jackson - accompagnamento vocale-coro

Suzanne
- Steve Perry - voce solista, accompagnamento vocale-coro
- Neal Schon - chitarra, accompagnamento vocale-coro
- Jonathan Cain - tastiere, DMX programming, accompagnamento vocale-coro
- Randy Jackson - basso
- Larrie Londin - batteria
- Steve Minkins - percussioni aggiunte

Be Good to Yourself
- Steve Perry - voce solista
- Neal Schon - chitarra
- Jonathan Cain - tastiere
- Randy Jackson - basso
- Larrie Londin - batteria

Once You Love Somebody
- Steve Perry - voce solista, accompagnamento vocale-coro
- Neal Schon - chitarra, accompagnamento vocale-coro
- Jonathan Cain - tastiere, accompagnamento vocale-coro
- Randy Jackson - basso
- Larrie Londin - batteria

Happy to Give
- Steve Perry - voce solista, accompagnamento vocale-coro
- Neal Schon - chitarra, accompagnamento vocale-coro
- Jonathan Cain - tastiere, accompagnamento vocale-coro
- Larrie Londin - batteria

Raised on Radio
- Steve Perry - voce solista, accompagnamento vocale-coro
- Neal Schon - chitarra, accompagnamento vocale-coro
- Jonathan Cain - tastiere, accompagnamento vocale-coro
- Dan Hull - sassofono, armonica (harp)
- Randy Jackson - basso
- Larrie Londin - batteria

I'll Be Alright Without You
- Steve Perry - voce solista, accompagnamento vocale-coro
- Neal Schon - chitarra, accompagnamento vocale-coro
- Jonathan Cain - tastiere, accompagnamento vocale-coro
- Randy Jackson - basso
- Larrie Londin - batteria

It Could Have Been You
- Steve Perry - voce solista, accompagnamento vocale-coro
- Neal Schon - chitarra, accompagnamento vocale-coro
- Jonathan Cain - tastiere, accompagnamento vocale-coro
- Randy Jackson - basso
- Larrie Londin - batteria

The Eyes of a Woman
- Steve Perry - voce solista, accompagnamento vocale-coro
- Neal Schon - chitarra, chitarra-sintetizzatore, sintetizzatore tastiere kurzweil, accompagnamento vocale-coro
- Jonathan Cain - tastiere, accompagnamento vocale-coro
- Bob Glaub - basso
- Steve Smith - batteria
- Megan Clearmountain - effetti speciali

Why Can't This Night Go on Forever
- Steve Perry - voce
- Neal Schon - chitarra
- Jonathan Cain - tastiere
- Bob Glaub - basso
- Steve Smith - batteria

Note aggiuntive
- Steve Perry - produttore
- Jim Gaines - produttore associato
- Randy Goodrum e Jonathan Cain - voci aggiunte e co-produttori
- Steve Perry, Jonathan Cain e Neal Schon - arrangiamenti musicali
- Registrazioni effettuate al Plant Studios di Sausalito, California ed al Fantasy Studios di Berkeley, California
- Jim Dr. T.T. Love Gaines - ingegnere delle registrazioni
- Robert Mr. Punch Missbach - assistente ingegnere delle registrazioni
- Album mixato al Bearsville Studios (New York) ed al Power Studios (New York)
- Bob Clearmountain - ingegnere del mixaggio
- Mark McKenna e Steve Rinkoff - assistenti ingegnere del mixaggio
- Album masterizzato da Bob Ludwig al Masterdisk di New York
- Steve Perry - cover concept
- Christine Sauers - art direction
- Michael Cotten e Prairie Prince - illustrazioni
- Bruce Bishop - fotografo[8]